# Ingeborg Seidelin

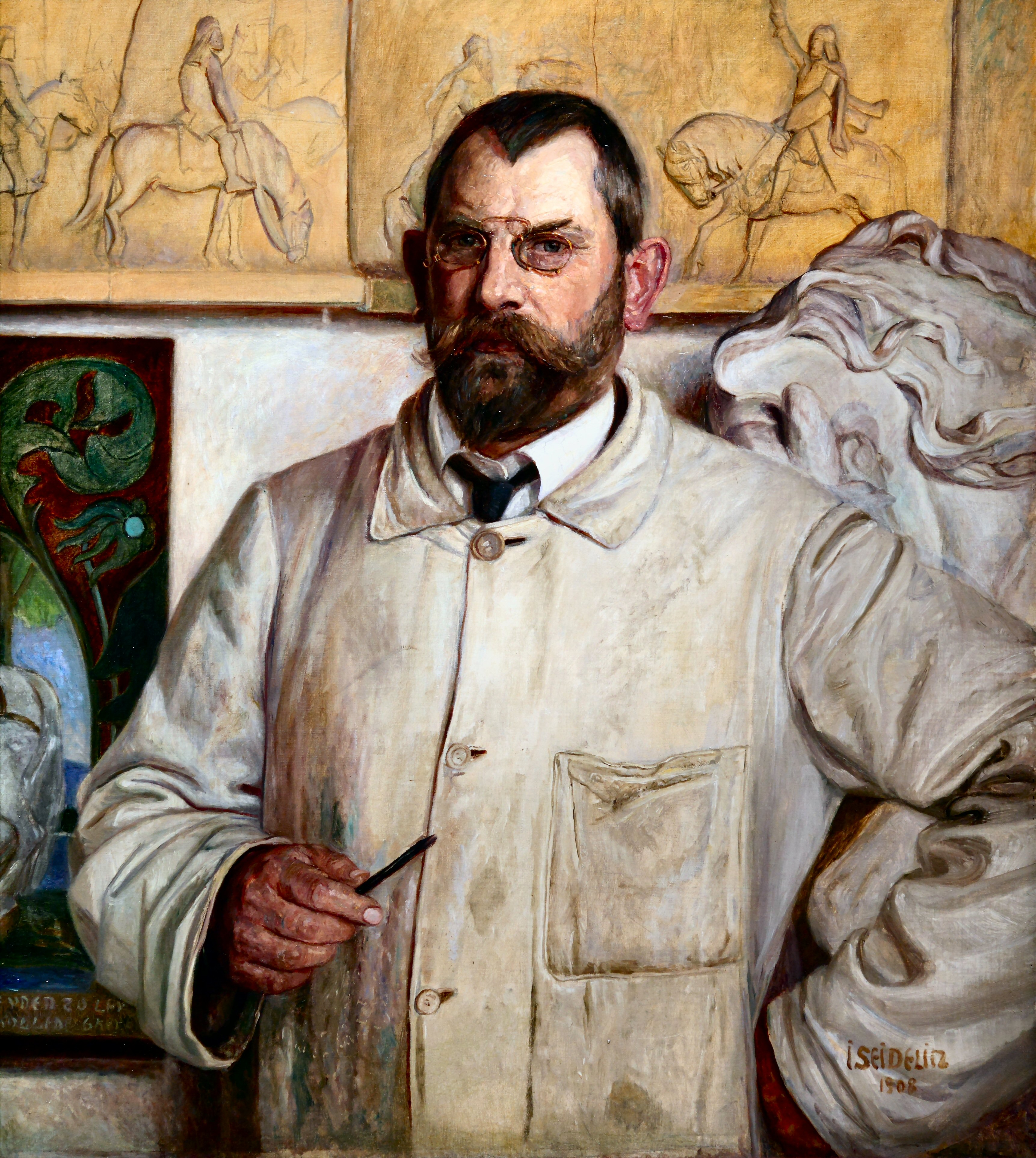
Ingeborg Seidelin: Portrait der Künstlers Karl Hansen Reistrup (1863–1929), 1908, ARoS.

Erika Marie Ingeborg Seidelin (* 30. Oktober 1872 in Kopenhagen; † 2. Februar 1914 ebenda) war eine dänische Malerin. 

## Herkunft und Ausbildung
Ingeborg Seidelins Eltern waren der Chefprokurator Andreas Peter Seidelin und seine Ehefrau Hansine Hansen. Sie wurde als Malerin von Luplau Janssen ausgebildet und war im Übrigen Autodidakt.

## Leben

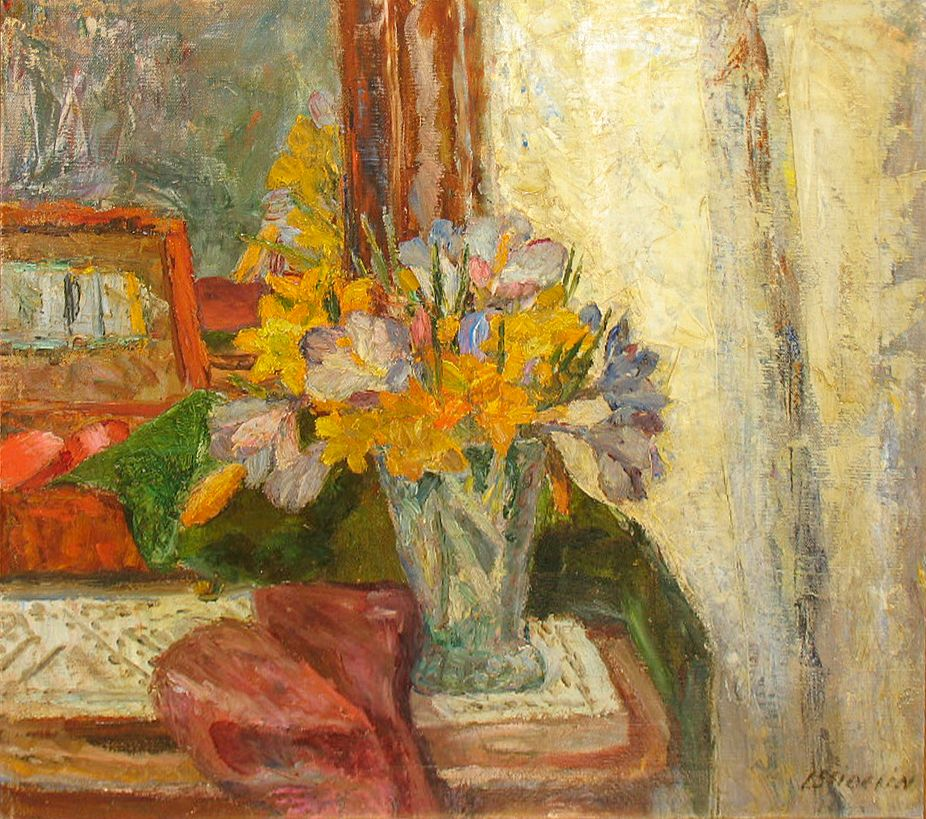
Ingeborg Seidelin: Blumenarrangement

Ingeborg Seidelin war fast 30 Jahre alt, bevor sie begann, ihre Bilder auszustellen. Sie hatte nur eine sehr kurzlebige Karriere, die ihren Namen nicht nachhaltig bekannt gemacht hat. Sie malte eine Reihe von recht lebendigen Porträts und interessierte sich auch für die Blumenmalerei. Auf Reisen nach Rom und Frankreich im Jahr 1908 malte sie auch urbane Motive, die ein festes Verständnis der Perspektive und ein Gespür für unverwechselbare Standpunkte zeigen. Seidelin stiftete ein Stipendium, das vom Kopenhagener Stadtrat verwaltet wurde.
Ingeborg Seidelin verstarb unverheiratet mit 32 Jahren und wurde auf dem Solbjerg-Parkfriedhof (dänisch Solbjerg Parkkirkegård) in Frederiksberg (Kopenhagen) begraben.

## Auszeichnungen

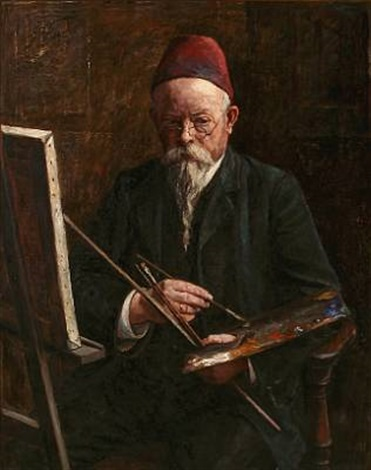
Ingeborg Seidelin: Josef Theodor Hansen an seiner Staffelei, 1910

- 1906: Bielke-Stipendium
- 1910: Raben-Levetzau-Stipendium

## Werke
- Barneportræt (deutsch Kinderporträt), (ausgestellt 1904)
- Portræt af en kvinde (deutsch Porträt einer Frau), (ausgestellt 1905)
- Portrait von Hansen-Reistrup (1908, ARoS Aarhus Kunstmuseum)
- Portrait der Schriftstellerin Ragnhild Jølsen, 1907; (Kniestück, wiederholt jeden 8. Tag, 1908)[2]
- Italiensk kone med sin ten (deutsch Italienische Ehefrau mit ihren Zehn)
- Florentinske gadesangere (deutsch Florentinische Straßensänger)
- Frk. E. Vedel (ausgestellt 1909)
- Gustav Bang (ausgestellt 1913)
- Josef Theodor Hansen ved sit staffeli (deutsch Josef Theodor Hansen an seiner Staffelei), 1910
- Dr. phil. B., (ausgestellt 1914)
- Halvbroderen, pastor Vilhelm Simonsen (deutsch Halbbruder, Pastor Vilhelm Simonsen), Nidløse
- Italienske anemoner (deutsch Italienische Windröschen)
- Pont Neuf, Paris
- Skakparti (deutsch Schachpartie), Skagen.